# Клочев глагољаш
Клочев глагољаш или Збирка Клоца, Клоцов кодекс, Клоцова збирка је старословенски глагљски рукопис, од око 500 листова пергамента од којих је 14 сачувано. Настао је током 11. века.
До краја 15. века, рукопис је припадао Ивану VII из породице Франкопан, владару острва Крка у Далмацији; касније углавном грофу Парису Клоцу, по чијем имену и носи назив. Збирка је тренутно подељена на два дела: гроф Клоц је завештао својих 12 листова (умро 1856) градском музеју у Тренту у Италији, а два листа су однета у Инзбрук у Аустрији, где се чувају у Тиролском националном музеју, познатом као Фердинандеум.
Од свих канонских текстова, према овим критеријумима, најсличније је Маријином јеванђељу, које је такође настало северозападно од бугарско-македонског подручја.
Издања: Е. Копитар (1836, део Трента), Ф. Миклошик (1860, део Инзбрук), И. И. Срезневски (1866, целина), В. Вондрак (1893, цео и са паралелним грчким текстом). Комплетно фототипско издање са ћирилском и латинском транслитерацијом, грчки текст, белешке, чешки превод и речник: Антонин Достал, Старословенскы хлахолскы сборник..., Праг, 1959.

## Спољашњи извори
- https://digitalna.nsk.hr/?pr=i&id=19268